# Караул (фильм)
«Караул» — фильм ленинградского режиссёра Александра Рогожкина, вышедший в 1989 году. Как образец эпохи перестройки и гласности, он представлял её на многих зарубежных фестивалях, начиная с Западно-Берлинского в 1990 году, на котором картина была удостоена приза Альфреда Бауэра за открытие новых путей в киноискусстве и приза Международной федерации кинопрессы.

## Сюжет
Картина о дедовщине в армии. 
Солдаты внутренних войск охраняют эшелоны с заключёнными, которых везут к месту назначения. В результате постоянного давления и попыток унизить молодого солдата старослужащими, завязывается конфликт, который привел к трагедии. Гнетущая атмосфера, обострённая общением с «зэками», побуждает солдат следовать лагерным законам.

## В ролях
- Сергей Куприянов — рядовой Андрей Иверень
- Алексей Булдаков — старший прапорщик Паромов, начальник караула
- Дмитрий Иосифов — старший сержант Алексей Жохин, помощник начальника караула
- Алексей Полуян — рядовой Николай Мазур, повар
- Тарас Денисенко — ефрейтор Борис Сергеевич Корченюк
- Ринат Ибрагимов — рядовой Ибрагимов
- Василий Домрачев — рядовой Нищенкин
- Александр Смирнов — рядовой Иван Хаустов
- Никита Михайловский — осуждённый-«стукач»
- Алексей Зайцев — осуждённый
- Валерий Кравченко — Хорьков, осуждённый

## Создатели фильма
- Александр Рогожкин — режиссёр-постановщик
- Иван Лощилин — автор сценария
- Валерий Мартынов — оператор-постановщик
- Александр Загоскин — художник-постановщик

## Фестивали и премии
- 1995 — МФ фильмов о правах человека «Сталкер» в Москве — Гран-при «Сталкер» (Александр Рогожкин)
- 1990 — МКФ в Берлине — Приз А. Бауэра (Александр Рогожкин)
- 1990 — МКФ в Берлине — Приз FIPRESCI (Александр Рогожкин)
- 1990 — МКФ в Кемпере — Гран-при (Александр Рогожкин)
- 1990 — МКФ в Страсбурге — Гран-при (Александр Рогожкин)[2]

## Дело Сакалаускаса
Существует версия, что сценарий фильма построен на реальных событиях, которые разворачивались в Ленинграде в феврале 1987 года и известны как «дело Сакалаускаса». В телепрограмме «Пятое колесо» Ленинградского телевидения в 1989 году режиссёр Александр Рогожкин отверг данное предположение. По его словам, за основу были взяты события 1978—1979 годов. Более того, данное явление для советской армии он тогда назвал рядовым и достаточно регулярным.